# Жабко-Потапович Лев
Жабко-Потапович Лев (*18 липня 1890, Чигирин — †18 листопада 1975, Вілмінгтон) — український письменник, релігійний і громадський діяч.

## З біографії
Народився 18 липня 1890 року в Чигирині в родині українського шляхтича Сави Васильовича Жабка-Потаповича та його дружини Ганни, яка походила з аристократичного роду Корибутів. Мати та її родина представляли панські та православні інтереси, а батько Сава був народним демократом, не любив царату і тікав від зросійщеного православного кліру. Ці два напрямки мали вагомий вплив на майбутнє Левка. Після закінчення гімназії в Лубнах, він повинен був відслужити в війську однорічником і тому вступив до Першого Білгородського Уланського Корпусу, де, згідно з традицією, служили всі Жабко-Потаповичі. Мати бажала, щоб він залишився тут і робив військову кар'єру, але вплив батька переміг. Закінчивши військову службу, Левко готується до вступного іспиту до Київського педагогічного інституту, який він здає так успішно, що дістає державну стипендію. Закінчив Київський педагогічний інститут (1913), працював інспектором шкіл. Під час визвольних змагань, 1920 року він служив як ад'ютант генерала Пількевича, командира Українського кордонного корпусу в Кам'янці-Подільському. Тут він познайомився з молодим учителем Наталією Федорівною Петрів, з якою незабаром одружився. Після поразки національно-визвольних змагань емігрував до Польщі. Працював гімназійним учителем. 1924 р. став членом церкви баптистів.
Навчався у теологічній семінарії в Гамбургу.
З 1947 року — у США. Співзасновник Всеукраїнського Євангельсько-Баптистського Братства (1949). Був пастором євангельсько-баптистської церкви м. Честера
Редагував журнал «Післанець правди» (1932—1939, Україна, 1947—1975, США). З 1973 року член президії Секретаріату світового конгресу вільних українців. Помер 8 листопада 1975 року у Вільмінгтоні.

## Творчість
Автор книг «Христове світло в Україні» (Вінніпег-Честер, 1952), "Життя Церкви (Вінніпег-Чикаго, 1977), статей, перекладів та віршів, які друкувалися у різноманітній євангельській періодиці. Редактор євангельського співаника «Відродження» (1954), секретар Комісії нового перекладу Святого Письма І.Огієнка, яка діяла 1935—1962 рр., а також коректор перекладу Біблії.